# Малінувка (Ленчинський повіт)
Малінувка (пол. Malinówka) — село в Польщі, у гміні Циців Ленчинського повіту Люблінського воєводства.
Населення — 313 осіб (2011).
У 1975-1998 роках село належало до Холмського воєводства.

## Демографія
Демографічна структура станом на 31 березня 2011 року:
|          | Загалом | Допрацездатний вік | Працездатний вік | Постпрацездатний вік |
| -------- | ------- | ------------------ | ---------------- | -------------------- |
| Чоловіки | 165     | 46                 | 105              | 14                   |
| Жінки    | 148     | 27                 | 83               | 38                   |
| Разом    | 313     | 73                 | 188              | 52                   |